# Желточный мешок

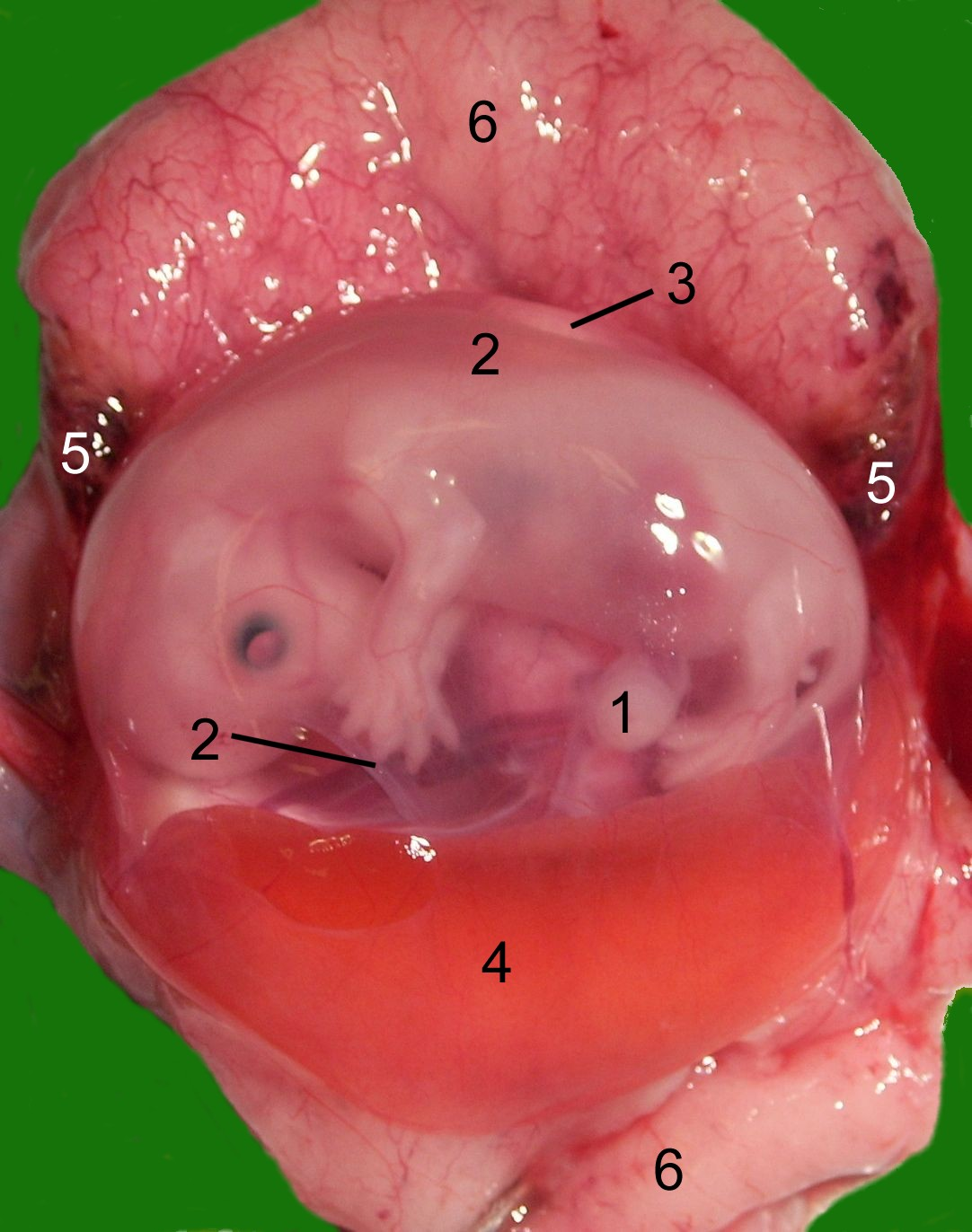
Строение матки кошки с зародышем во время беременности.
1 — Пуповина, 2 — Амнион, 3 — Аллантоис, 4 — Желточный мешок, 5 — Развивающаяся гематома, 6 — Материнская часть плаценты

Желточный мешок (Saccus vitellinus) — зародышевый либо личиночный орган большинства групп позвоночных животных. В типичном случае желточный мешок представляет собой вырост кишки, внутри которого находится запас желтка, используемый эмбрионом либо личинкой для питания. Исходная эволюционная роль желточного мешка состоит в переваривании желтка и усваивании продуктов пищеварения, их транспортировка в кровеносное русло зародыша (желточный мешок имеет разветвлённую сеть кровеносных капилляров). Несмотря на отсутствие желтка, в эмбриональном развитии млекопитающих желточный мешок также формируется. Желточный мешок в развитии млекопитающих не играет роли пищеварения, на определённом этапе развития он выполняет роль кроветворного органа.

## Желточный мешок в развитии человека
Желточный мешок в развитии человека формируется из эндобластического пузырька в период плацентации на 15—16-й день эмбрионального развития (29—30 день беременности).
Для человека желточный мешок является провизорным органом, который играет немаловажную роль в раннем развитии плодного яйца. На ранних стадиях беременности (до 6 нед) желточный мешок больше амниотической полости вместе с зародышевым диском. С 18—19-го дня после оплодотворения в стенке желточного мешка образуются очаги эритропоэза, которые формируют капиллярную сеть, поставляя эритробласты (ядерные эритроциты) в первичную кровеносную систему плода.
С 28—29-го дня после оплодотворения желточный мешок является источником первичных половых клеток, которые мигрируют из его стенки к закладкам гонад эмбриона. До 6-й недели после оплодотворения желточный мешок, играя роль «первичной печени», продуцирует многие важные для эмбриона белки — альфа-фетопротеин, трансферрины, альфа2-микроглобулин.
К концу I триместра внутриутробного развития желточный мешок перестает функционировать, редуцируется и остается в виде небольшого кистозного образования у основания пуповины.
Ткани желточного мешка выполняют разнообразные функции (гемопоэтическая, экскреторная, иммунорегуляторная, обменная, синтетическая) до того момента, когда начнут функционировать соответствующие органы плода. Если происходит преждевременная редукция желточного мешка, когда органы плода (печень, селезёнка, ретикуло-эндотелиальная система) ещё недостаточно сформированы, то исход беременности будет неблагоприятным (самопроизвольный выкидыш, неразвивающаяся беременность).